# The Adventures of Greyfriars Bobby
The Adventures of Greyfriars Bobby és un film familiar d'origen escocès exhibit als Estats Units el 2005, i al Regne Unit el 2006. Va ser dirigit per John Henderson, i es desenvolupa a la ciutat escocesa d'Edimburg. La història tracta al voltant d'un gos de raça terrier anomenat Bobby, el qual no vol deixar la tomba del seu amo, després que aquest morís. El gos haurà d'afrontar moltes de dificultats per poder viure la seva vida, i custodiar la tomba del seu amo.

## Argument
John Gray, el capità de policia d'Edimburg posseeix un gos anomenat Bobby, però li permet al gos que sigui amic d'un silenciós nen anomenat Ewan. Quan Gray mor i és enterrat al cementiri Greyfriars, el gos no deixa la tomba del seu amo, malgrat l'afecte que sent per Ewan. L'encarregat del cementiri Greyfriars, James Brown li pren afecte a Bobby i li proporciona aliment i protecció. La promulgació d'una nova llei per a gossos a Escòcia atempta contra la vida de Bobby, i Ewan farà tant com sigui possible per salvar el gos, i fins i tot recorrent davant l'intendent d'Edimburg.